# Julie Cooper (nadadora)
Julie Cooper es una deportista estadounidense que compitió en natación. Fue campeona mundial en 4x100 metros libres en el Campeonato Mundial de Natación de 1991.

## Palmarés internacional
| Campeonato Mundial de Natación | Campeonato Mundial de Natación | Campeonato Mundial de Natación | Campeonato Mundial de Natación |
| Año                            | Lugar                          | Medalla                        | Prueba                         |
| ------------------------------ | ------------------------------ | ------------------------------ | ------------------------------ |
| 1991                           | Perth (Australia)              | Medalla de oro                 | 4 × 100 m libre                |